# Pilot 779 SE
Pilot 779 SE är en svensk lotsbåt som byggdes 1999 som Tjb 779 av Uudenkaupingin Työvene Oy i Nystad i Finland till Sjöfartsverket i Norrköping. Tjb 779 stationerades vid Visby lotsplats. Placeras Storugns. År 2005 döptes båten om till Pilot 779 SE.